# Bielajewka (rejon bielajewski)
Bielajewka (ros. Беляевка) – wieś (sieło) w Rosji, w obwodzie orrnburskim, ośrodek administracyjny rejonu bielajewskiego. W 2010 liczyła 4989 mieszkańców.